# Albert Aublet
Pour les articles homonymes, voir Aublet.
Albert Louis Aublet, né le 18 janvier 1851 à Paris et mort le 3 mars 1938 à Neuilly-sur-Seine,, est un artiste peintre français.

## Biographie
Formé dans les ateliers de Claudius Jacquand et Jean-Léon Gérôme, il expose au Salon avec succès dès 1873, y obtenant une mention honorable en 1879 puis une médaille de 3e classe en 1880. Sa reconnaissance internationale est tout aussi éclatante : il récolte plusieurs récompenses dans des manifestations internationales, et notamment une médaille d'or à l'Exposition universelle de 1889. Il est fait chevalier de la Légion d'honneur en 1889.
Dès son premier voyage en 1881, sa découverte de l'Orient a une forte influence sur son inspiration artistique. Sa visite à Constantinople donna une direction orientaliste à ses peintures. La Femme turque aux bains eut un grand succès et contribua à sa notoriété. Il fut le président de la Société des Artistes de Tunis.
Il aurait été le modèle de M. Biche, familier du salon de Madame Verdurin, dans la fresque littéraire de Marcel Proust À la recherche du temps perdu.
Il est professeur aux Beaux-arts de Paris. En 1894, il expose les dessins Enfants au soleil, Sur le sable et Marine à la Société nationale des beaux-arts.
Il expose en 1925 Union Artistique d'Afrique du Nord à Alger Souks de Tunis, Café Maure Tunis, Sur les terrasses Tunis.
Son fils est l'architecte Louis Aublet (1901-1980) qui épousa Marie-Germaine Ablett, fille du peintre William Ablett, en 1931.

## Œuvres

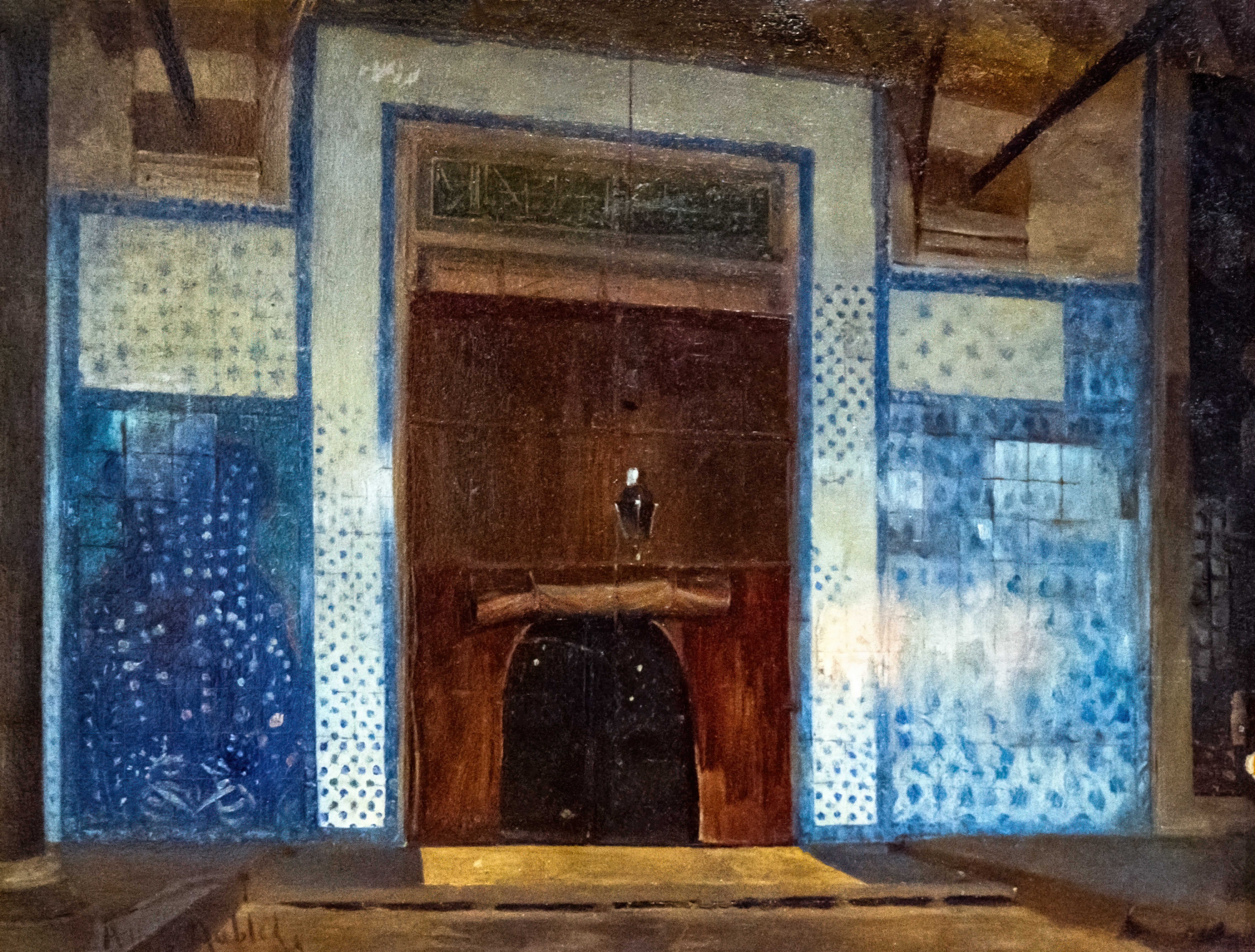
Intérieur de la mosquée Rüstem Pacha de Constantinople, 1881 - Musée des Beaux-Arts de Narbonne[7].
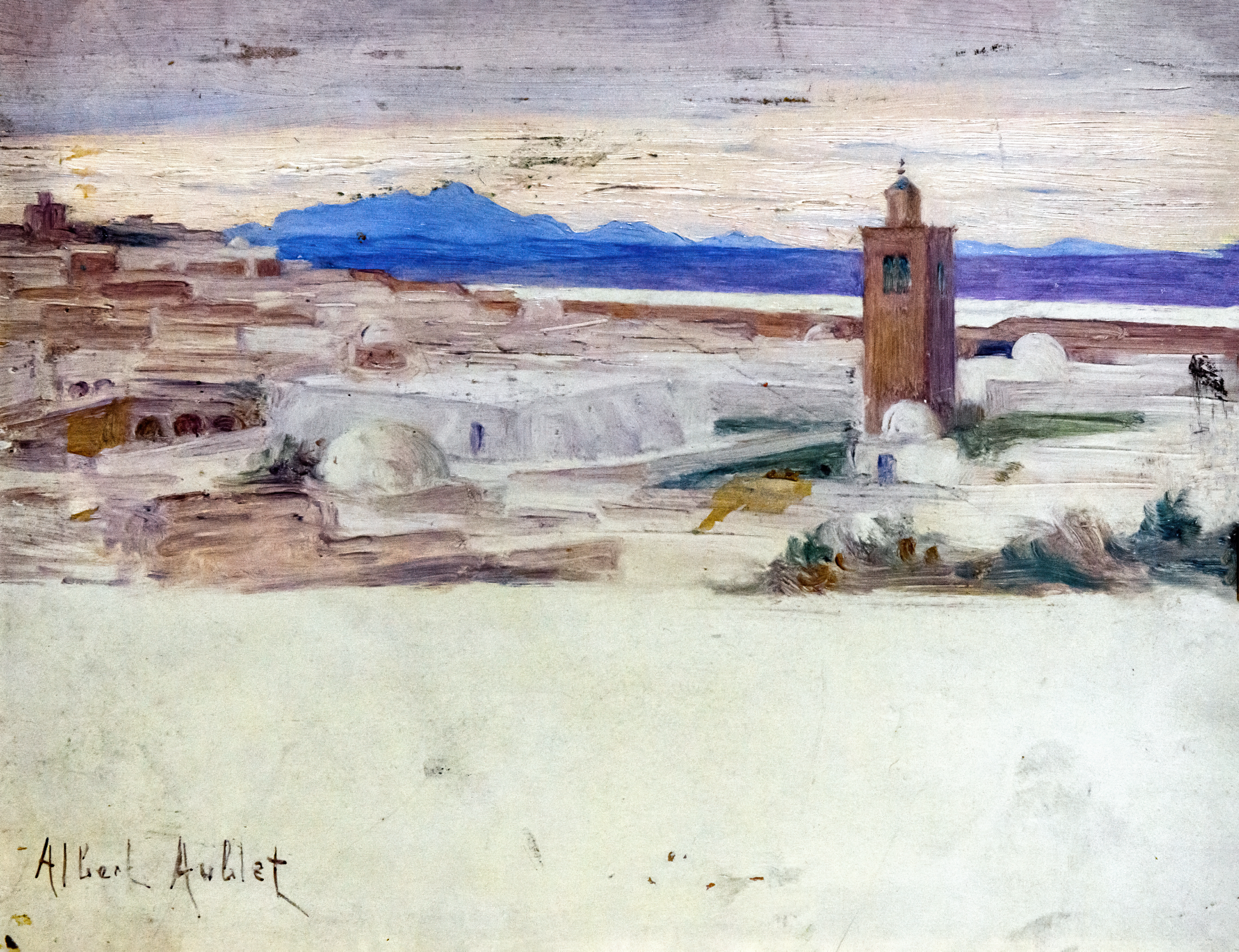
Les toits de Tunis, 1881 - Musée des Beaux-Arts de Narbonne[8].
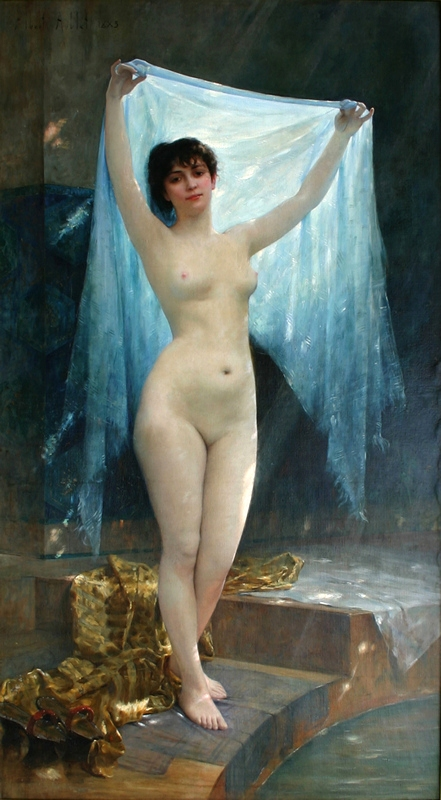
Femme turque au bain (1883)[9].
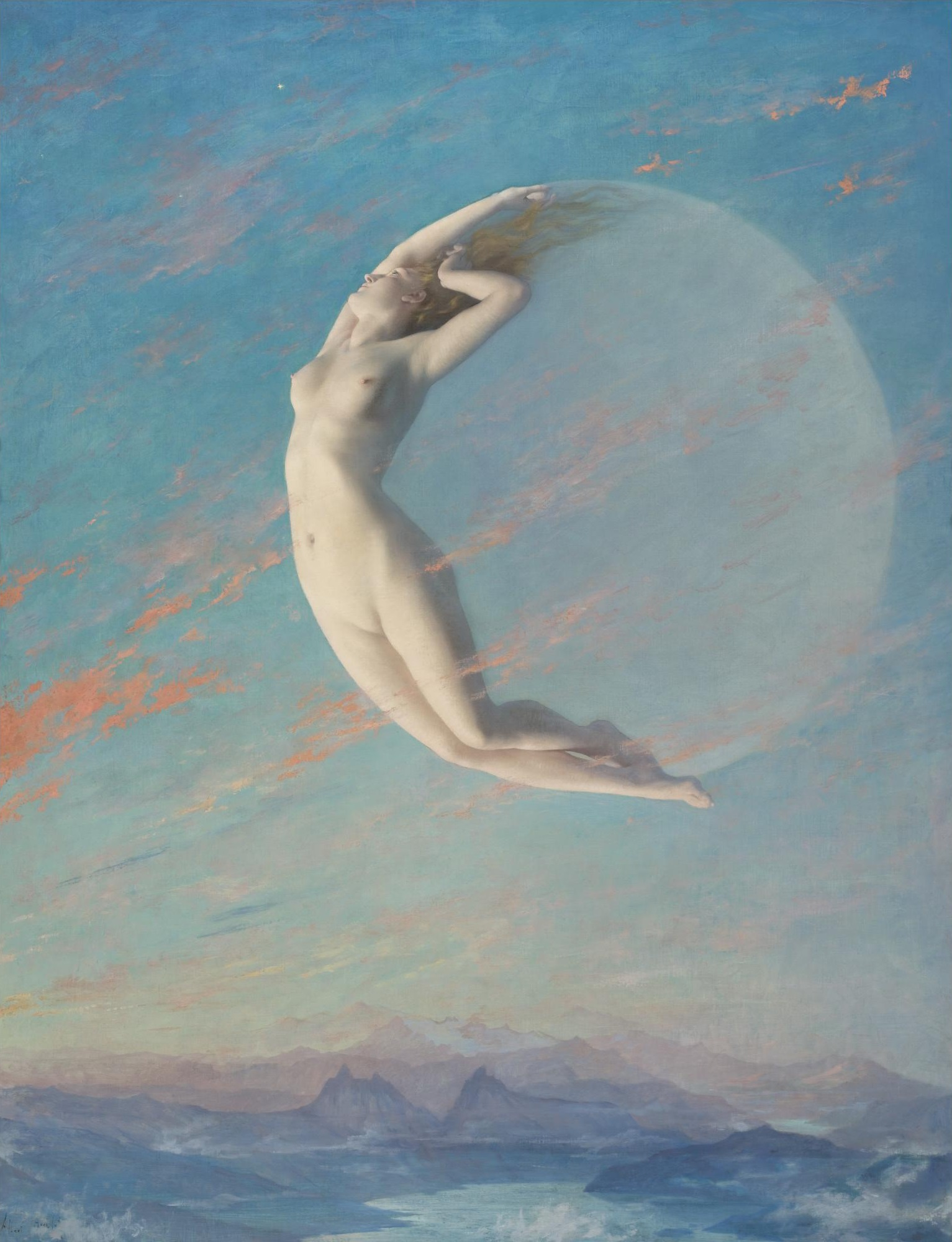
Séléné (1880).
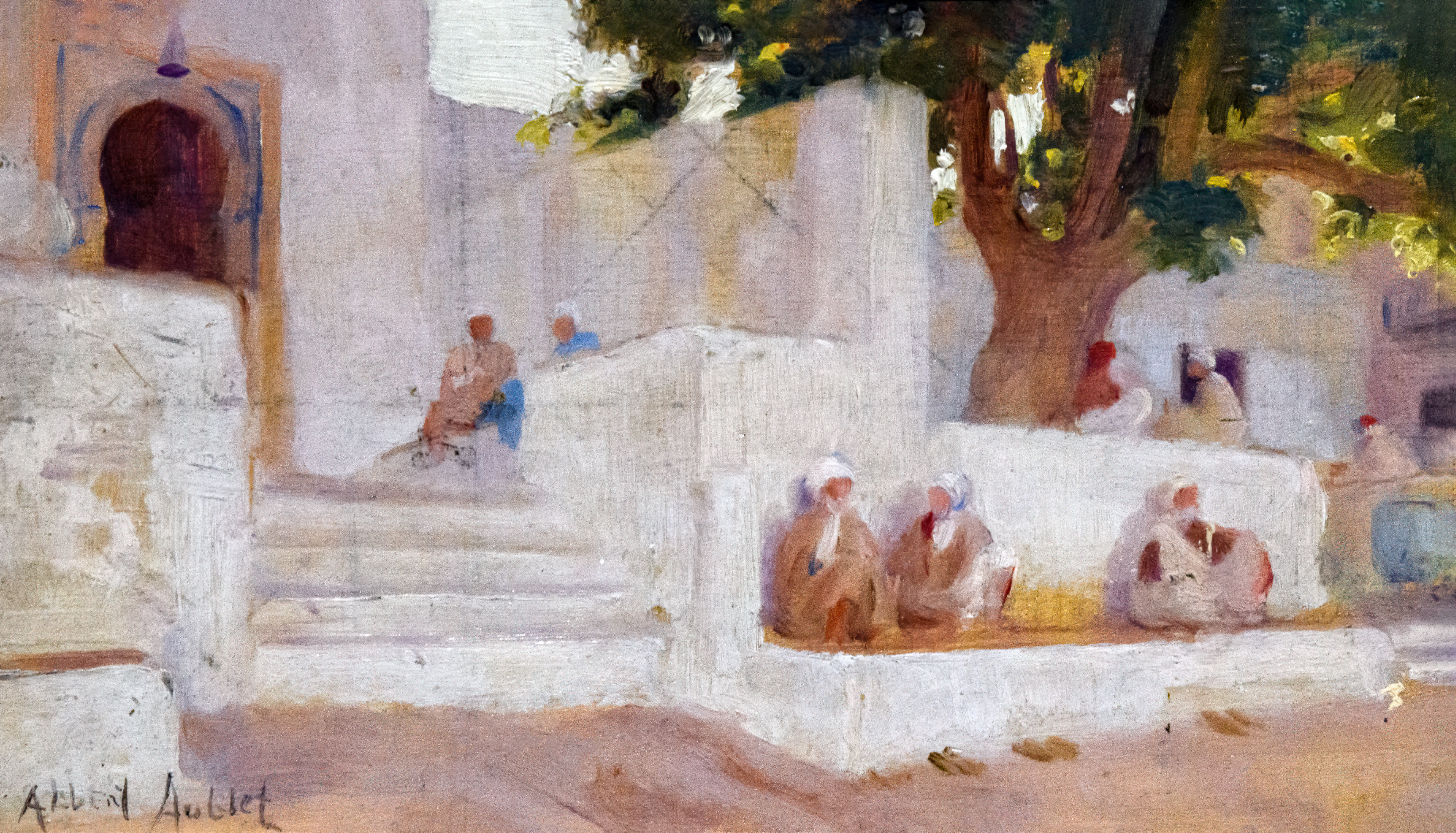
Devant la Mosquée, 1900, musée des Beaux-Arts de Narbonne[8].

## Distinctions
- Chevalier de la Légion d'honneur (décret du 31 décembre 1889) ;
- Mention honorable au Salon de 1879 ;
- Médaille de 3e classe au Salon de 1880 ;
- Médaille d'or à l'Exposition universelle de 1889 ;
- Médaille d'or à l'Exposition internationale d'Amsterdam ;
- Médaille d'or à l'Exposition  internationale de Londres ;
- Médaille de 2e classe à l'Exposition  internationale de Munich ;
- Médaille d'or à l'Exposition internationale d'Amiens ;
- Médaille d'argent à l'Exposition internationale de Nice[4] ;

### Sources
- (en) Heather Dawkins, The Nude in French Art and Culture 1870 - 1910, Cambridge, Cambridge University Press, 2002, 244 p. (ISBN 9780521807555, présentation en ligne).
- Dossier de Légion d'honneur d'Albert Aublet.